# Montaut (Alta Garonna)
Montaut è un comune francese di 517 abitanti situato nel dipartimento dell'Alta Garonna nella regione dell'Occitania.

## Società

### Evoluzione demografica
Abitanti censiti